# Gianni Morandi

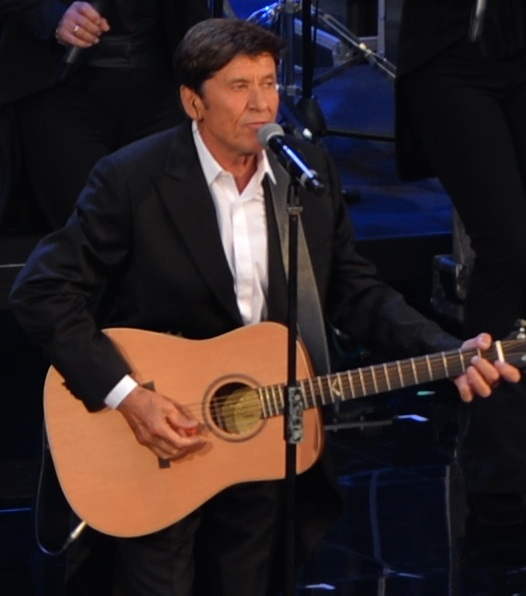
Gianni Morandi (2016)

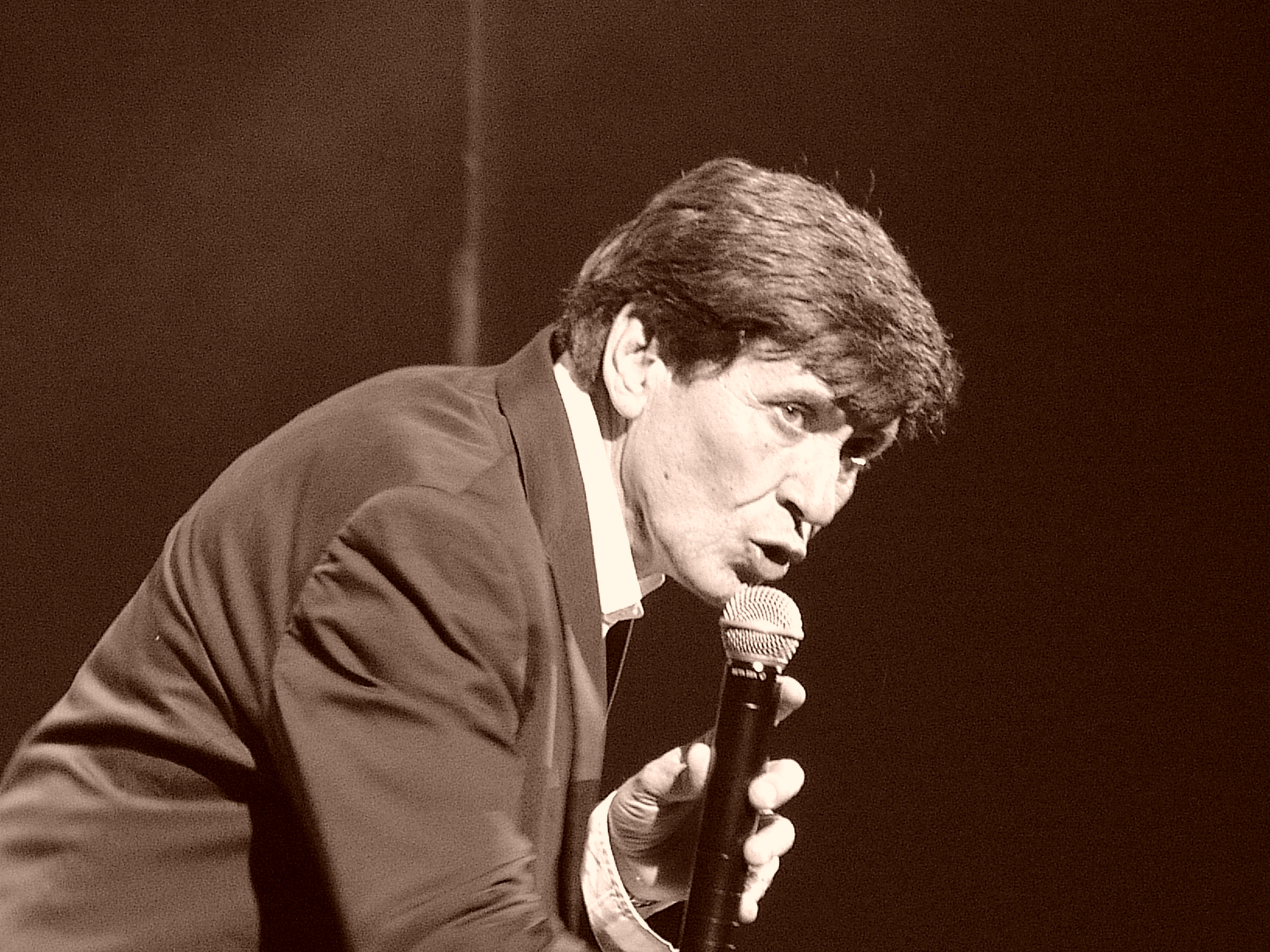
Gianni Morandi, 2005

Gian Luigi „Gianni“ Morandi (* 11. Dezember 1944 in Monghidoro, Metropolitanstadt Bologna) ist ein italienischer Sänger und Schauspieler. Im Lauf seiner Karriere hat er über 30 Millionen Tonträger verkauft und ist in 18 Filmen sowie einer Vielzahl von Fernsehsendungen aufgetreten. Für seine Verdienste wurde er 2005 mit dem Verdienstorden der Italienischen Republik (Komtur) geehrt.

## Biografie

### Die Anfänge
Gianni Morandi wurde am 11. Dezember 1944 in Monghidoro (Emilia-Romagna) geboren. Erstmals trat er mit zwölf Jahren öffentlich zu Neujahr 1956 auf. Nachdem er in Bologna Gesang studiert hatte und seit 1958 wieder öffentlich auftrat, gewann er am 15. April 1962 das Musikfestival von Bellaria. Dort wurde er von Franco Migliacci, seinem späteren Produzenten, entdeckt und bekam einen Plattenvertrag bei RCA Italiana. 1962 brachte er bei RCA die ersten Singles Andavo a 100 all’ora, Go-Kart Twist und Donna da morire heraus.

### Der Durchbruch

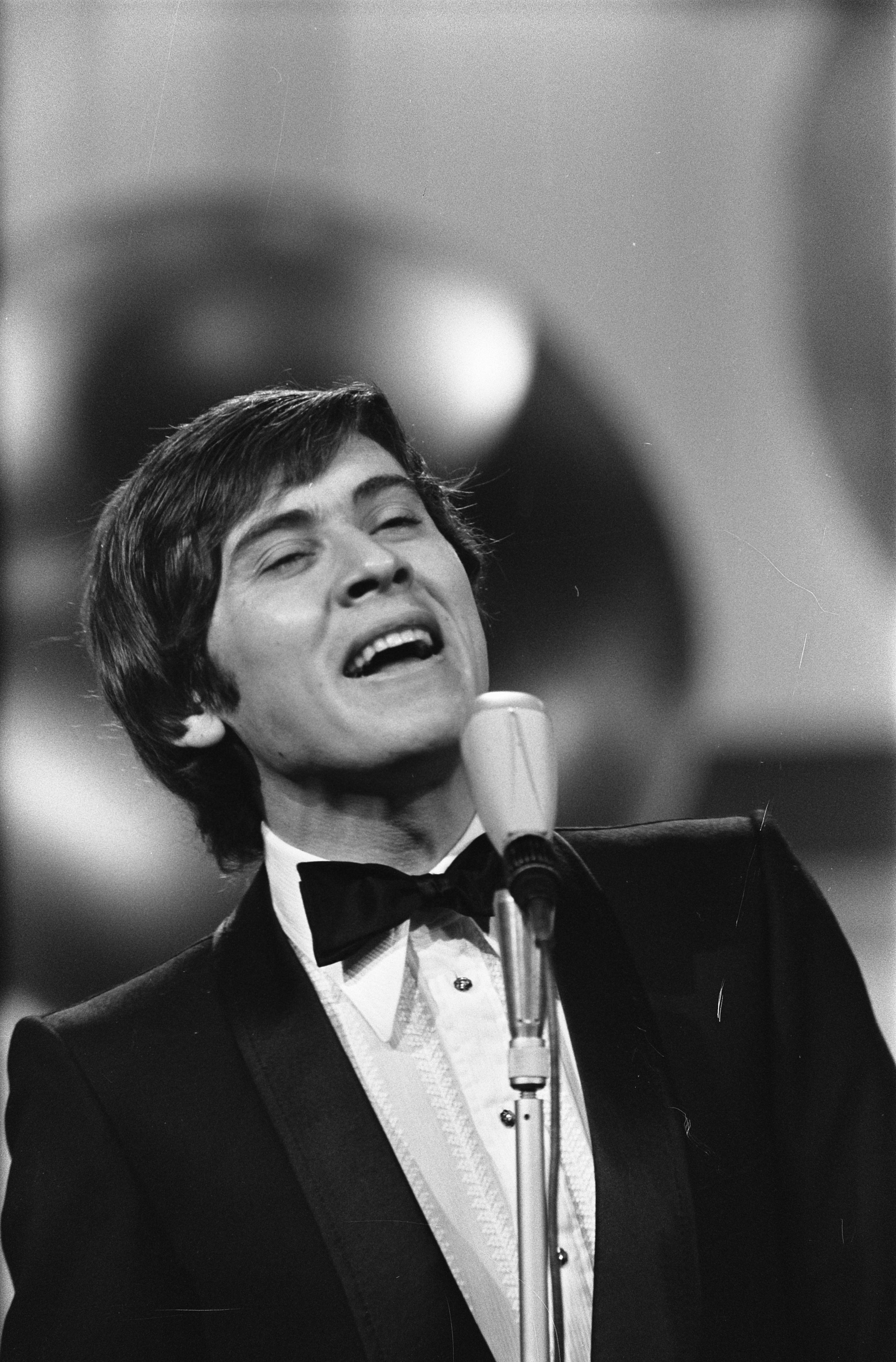
Morandi beim Eurovision Song Contest 1970

Der Durchbruch gelang Morandi 1963 mit dem Lied Fatti mandare dalla mamma a prendere il latte, dem rasch die Hits In ginocchio da te, Non son degno di te und Se non avessi più te folgten, zu denen gleichnamige Musikfilme erschienen, in denen der Sänger die Hauptrolle spielte. Außerdem gewann er mehrfach die Wettbewerbe Cantagiro und Canzonissima sowie das von RCA organisierte Festival delle rose. 1966 heiratete er Laura Efrikian, mit der er in der Folge zwei Kinder, Marianna und Marco, hatte.
Bis zum Ende der 60er-Jahre gelangen Morandi ganze 13 Nummer-eins-Hits, außerdem spielte er in einem Dutzend Kinofilmen mit und trat häufig in Fernsehshows auf. 1967 musste er seinen Militärdienst leisten, was eine über einjährige Unterbrechung seiner Tätigkeiten bedeutete. Ende des Jahres erhielt er die siebte Goldene Schallplatte für mehr als sieben Millionen verkaufte Platten.
1970 schließlich trat Gianni Morandi beim Eurovision Song Contest in Amsterdam mit dem Lied Occhi di ragazza für Italien an und belegte den achten Platz.

### Zeiten der Krise
In den 1970er-Jahren ging die Popularität Morandis deutlich zurück, auch weil sich mittlerweile 33″-Alben durchsetzten, während er hauptsächlich mit Singles erfolgreich gewesen war. Nach mehreren kommerziellen Misserfolgen wandte er sich zwischenzeitlich dem Theater zu. Außerdem war er verstärkt für Kino und Fernsehen tätig. Seine Teilnahme am Sanremo-Festival 1972 brachte nicht den erhofften Erfolg; einzig mit dem Kinderlied Sei forte papà, das er als Titelmelodie einer von ihm moderierten Fernsehsendung aufgenommen hatte, gelang Morandi 1975 noch ein Nummer-eins-Hit. Auch Morandis Ehe mit Laura ging in die Brüche.

### Die Rückkehr
In den 80er-Jahren gelang Morandi mit Liedern wie Mariù (Beitrag zum Sanremo-Festival 1980), La mia nemica amatissima (Sanremo 1983) oder Grazie perché (im Duett mit Amii Stewart) die Rückkehr zum Erfolg. Als Schauspieler blieb er weiterhin präsent, etwa in der Fernsehserie Wie im Flug (1984). Morandi spielt darin den von seiner Frau Barbara (Claude Jade) getrennten Piloten Davide. Die gemeinsame Tochter bringt die beiden wieder zusammen. Außerdem war er 1981 unter den Mitbegründern der von Songwriter Mogol initiierten Initiative Nazionale italiana cantanti, einer Fußballmannschaft, die sich ausschließlich aus bekannten italienischen Sängern zusammensetzt und für wohltätige Zwecke spielt.
Der nächste Nummer-eins-Hit gelang Morandi 1987, als er zusammen mit Enrico Ruggeri und Umberto Tozzi das Sanremo-Festival mit dem Lied Si può dare di più gewann. Dieses Lied wurde daraufhin zur offiziellen Hymne der Nazionale cantanti. Anschließend startete er mit Lucio Dalla das Projekt Dalla/Morandi, aus dem 1988 ein erfolgreiches Album sowie eine gemeinsame Tournee (mit anschließendem Livealbum) hervorgingen. Nach weiteren musikalischen Erfolgen, Konzerten und Auftritten in Film und Fernsehen nahm Morandi 1995 zum insgesamt fünften Mal am Sanremo-Festival teil, diesmal im Duett mit Barbara Cola. Sie belegten mit In amore den zweiten Platz. Cola wurde von Morandi selbst produziert, der in der Zwischenzeit das Label Penguin (später umbenannt in Mormora Music) mitbegründet hatte.

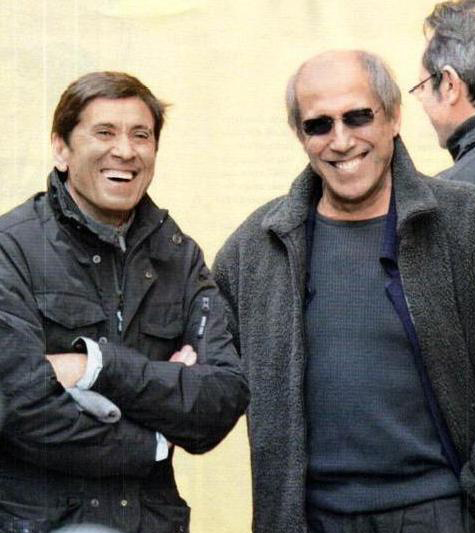
Morandi mit Stargast Adriano Celentano bei Sanremo (2012)

1997 kam Gianni Morandis zweiter Sohn Pietro zur Welt; die Mutter war Anna Dan. Nach der sehr erfolgreichen Tournee 1996 veröffentlichte Morandi in den Folgejahren weiterhin Alben, darunter mehrere Kompilationen. Das Fernsehpublikum sah ihn 1999 als Protagonisten der Fernsehshow C’era un ragazzo. Im folgenden Jahr trat er zum sechsten Mal beim Sanremo-Festival an und erzielte den dritten Platz. Nach dem Wechsel zum Label Epic (Sony Music) erschien 2002 das nächste Album L’amore ci cambia la vita. Ebenfalls in diesem Jahr moderierte Morandi zusammen mit Lorella Cuccarini die Show Uno di noi. 2004 heiratete er seine Lebensgefährtin Anna Dan. Zwei Jahre darauf veröffentlichte der Sänger seine Autobiographie Diario di un ragazzo italiano.
Beim Sanremo-Festival 2008 trat Morandi außer Konkurrenz mit Nel blu dipinto di blu auf, 2011 übernahm er dagegen selbst die Moderation des Festivals, an der Seite von Belén Rodríguez und Elisabetta Canalis. Zusammen mit Rocco Papaleo und Ivana Mrázová übernahm er diesen Posten auch im Jahr 2012. Im Jahr darauf veröffentlichte er sein nächstes Studioalbum Bisogna vivere, dem die Single Solo insieme saremo felici vorausgegangen war.

### Aktuelle Projekte

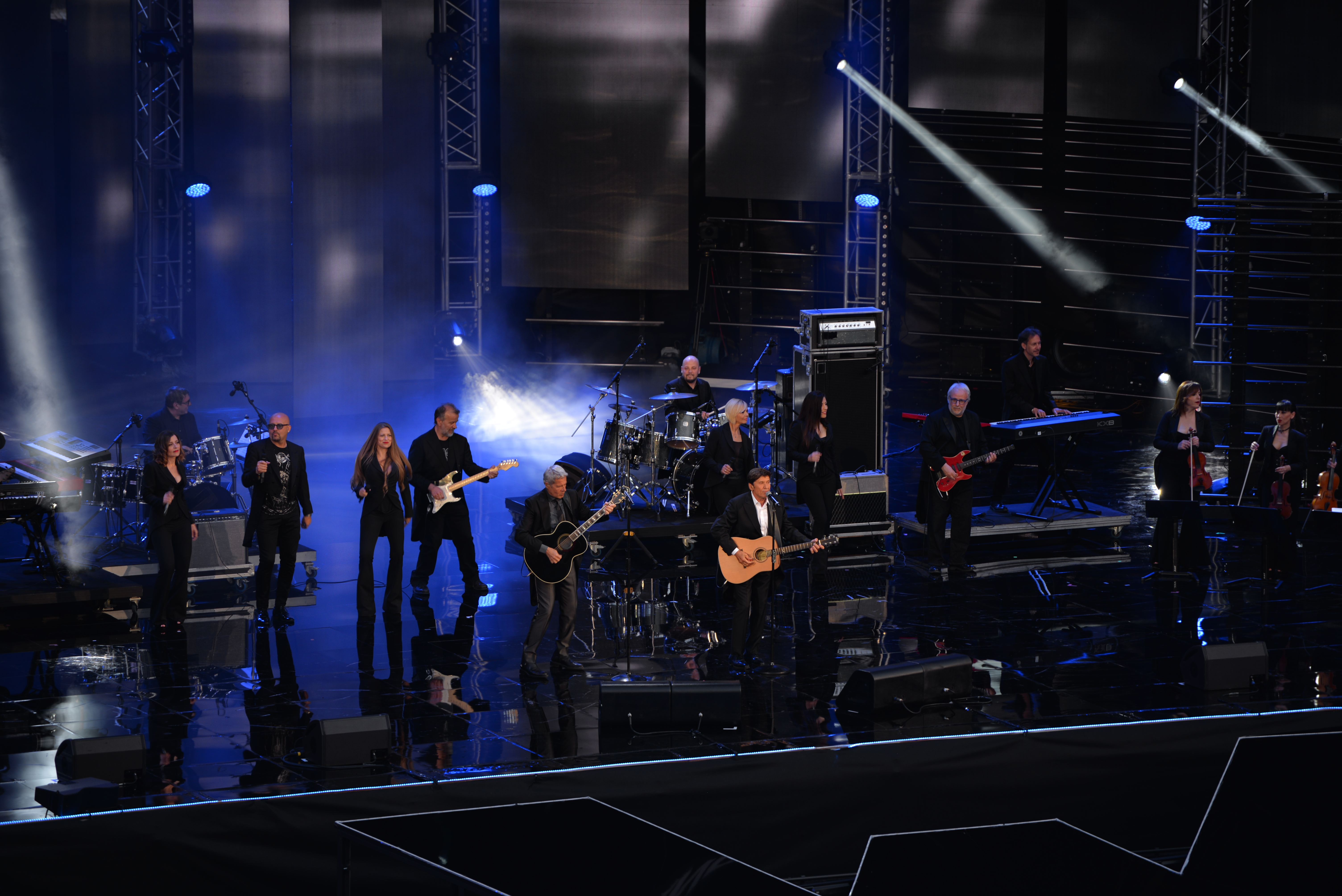
Morandi mit Claudio Baglioni bei den Wind Music Awards 2016

Neben weiteren Konzerten und Fernsehauftritten und der Veröffentlichung der Kompilation Autoscatto 7.0 anlässlich seines 70. Geburtstags begann Morandi eine Zusammenarbeit mit Claudio Baglioni, die 2015 zum Projekt Capitani coraggiosi und einer gemeinsamen Tournee führte. 2017 beteiligte sich Morandi an der dritten Single von Fabio Rovazzi, Volare, die bis auf Platz zwei der Charts gelangte. Im selben Jahr erschien sein nächstes Studioalbum D’amore d’autore.
2021 begann Morandi eine Zusammenarbeit mit Jovanotti, die zunächst in die Single L’allegria mündete. Beim Sanremo-Festival 2022 präsentierte der Sänger schließlich das von Jovanotti geschriebene Lied Apri tutte le porte und konnte damit im Wettbewerb den dritten Platz belegen, außerdem wurde er mit dem Pressepreis ausgezeichnet und gewann zusammen mit Jovanotti für ein gemeinsames Hitmedley den Preis für die beste Coverversion.

## Diskografie

### Studioalben
Da die Albumcharts in Italien erst 1964 einsetzen, sind für Morandis Debütalbum keine Angaben ermittelbar. Nicht in den Charts vertretene Alben aus späteren Jahren befinden sich am Ende der Tabelle.
- 1963: Gianni Morandi

| Jahr | Titel Musiklabel                            | Höchstplatzierung, Gesamtwochen/‑monate, AuszeichnungChartplatzierungen (Jahr, Titel, Musiklabel, Platzierungen, Wochen/Monate, Auszeichnungen, Anmerkungen) | Höchstplatzierung, Gesamtwochen/‑monate, AuszeichnungChartplatzierungen (Jahr, Titel, Musiklabel, Platzierungen, Wochen/Monate, Auszeichnungen, Anmerkungen) | Anmerkungen                                        |
| Jahr | Titel Musiklabel                            | IT | CH | Anmerkungen                                        |
| ---- | ------------------------------------------- | --- | --- | -------------------------------------------------- |
| 1965 | Ritratto di Gianni RCA                      | IT4 (4 Mt.)IT | — |                                                    |
| 1966 | Gianni Tre RCA                              | IT2 (9 Mt.)IT | — |                                                    |
| 1968 | Gianni quattro. Un mondo d’amore RCA        | IT1 (4 Mt.)IT | — | erschienen 1967                                    |
| 1968 | Gianni 5 RCA                                | IT2 (12 Mt.)IT | — |                                                    |
| 1970 | Gianni 6 RCA                                | IT1 (27 Wo.)IT | — |                                                    |
| 1971 | Gianni 7 RCA                                | IT8 (10 Wo.)IT | — |                                                    |
| 1986 | Uno su mille RCA                            | IT11 (5 Wo.)IT | — |                                                    |
| 1987 | Le italiane sono belle RCA                  | IT6 (14 Wo.)IT | — |                                                    |
| 1988 | Dalla/Morandi RCA                           | IT1 (34 Wo.)IT | — | mit Lucio Dalla                                    |
| 1989 | Dalla/Morandi in Europa RCA                 | IT18 (4 Wo.)IT | — | mit Lucio Dalla                                    |
| 1990 | Varietà RCA                                 | IT11 Platin · (34 Wo.)IT | — |                                                    |
| 1992 | Morandi Morandi RCA                         | IT20 (5 Wo.)IT | — |                                                    |
| 1995 | Morandi Penguin                             | IT6 (24 Wo.)IT | — |                                                    |
| 1996 | Morandi (nuova edizione) Penguin            | IT42 (1 Wo.)IT | — |                                                    |
| 1997 | Celeste, azzurro e blu Penguin              | IT7 (18 Wo.)IT | — | Erstveröffentlichung: 6. Oktober 1997              |
| 2000 | Come fa bene l’amore Mormora Music          | IT14 (36 Wo.)IT | — |                                                    |
| 2002 | L’amore ci cambia la vita Epic / Sony Music | IT2 (26 Wo.)IT | CH83 (3 Wo.)CH |                                                    |
| 2004 | A chi si ama veramente Epic / Sony Music    | IT9 (21 Wo.)IT | — | Erstveröffentlichung: 26. November 2004            |
| 2006 | Il tempo migliore Epic / Sony Music         | IT7 (15 Wo.)IT | — | Erstveröffentlichung: 6. Oktober 2006              |
| 2009 | Canzoni da non perdere Epic / Sony Music    | IT25 (12 Wo.)IT | — | Erstveröffentlichung: 13. November 2009 Coveralbum |
| 2013 | Bisogna vivere Sony Music                   | IT3 (15 Wo.)IT | — | Erstveröffentlichung: 27. September 2013           |
| 2017 | D’amore d’autore                            | IT8 (17 Wo.)IT | — | Erstveröffentlichung: 17. November 2017            |
| 2023 | Evviva!                                     | IT17 (4 Wo.)IT | — | Erstveröffentlichung: 3. März 2023                 |
| 2024 | L’attrazione                                | IT18 (3 Wo.)IT | — | Erstveröffentlichung: 13. Dezember 2024            |

grau schraffiert: keine Chartdaten aus diesem Jahr verfügbar
Weitere Alben
- 1967: Per amore… per magia… (Soundtrack des gleichnamigen Films)
- 1971: Un mondo di donne
- 1972: Il mondo cambierà
- 1973: Jacopone
- 1975: Il mondo di frutta candita
- 1976: Per poter vivere
- 1978: Gianni Morandi
- 1978: Old Parade Morandi
- 1979: Abbracciamoci
- 1980: Cantare
- 1982: Morandi
- 1983: La mia nemica amatissima
- 1984: Immagine italiana

### Livealben
| Jahr | Titel Musiklabel                              | Höchstplatzierung, Gesamtwochen, AuszeichnungChartplatzierungen (Jahr, Titel, Musiklabel, Platzierungen, Wochen, Auszeichnungen, Anmerkungen) | Höchstplatzierung, Gesamtwochen, AuszeichnungChartplatzierungen (Jahr, Titel, Musiklabel, Platzierungen, Wochen, Auszeichnungen, Anmerkungen) | Anmerkungen                                                                   |
| Jahr | Titel Musiklabel                              | IT | CH | Anmerkungen                                                                   |
| ---- | --------------------------------------------- | --- | --- | ----------------------------------------------------------------------------- |
| 2009 | Grazie a tutti: il concerto Epic / Sony Music | IT23 (17 Wo.)IT | — |                                                                               |
| 2016 | Capitani coraggiosi – Il live                 | IT1 Platin · (50 Wo.)IT | — | Erstveröffentlichung: 5. Februar 2016 mit Claudio Baglioni Verkäufe: + 50.000 |

### Kompilationen
| Jahr | Titel Musiklabel                         | Höchstplatzierung, Gesamtwochen, AuszeichnungChartplatzierungen (Jahr, Titel, Musiklabel, Platzierungen, Wochen, Auszeichnungen, Anmerkungen) | Höchstplatzierung, Gesamtwochen, AuszeichnungChartplatzierungen (Jahr, Titel, Musiklabel, Platzierungen, Wochen, Auszeichnungen, Anmerkungen) | Anmerkungen                                               |
| Jahr | Titel Musiklabel                         | IT | CH | Anmerkungen                                               |
| ---- | ---------------------------------------- | --- | --- | --------------------------------------------------------- |
| 1991 | Questa è la storia RCA                   | IT11 (10 Wo.)IT | — |                                                           |
| 1998 | 30 volte Morandi Mormora Music           | IT8 (20 Wo.)IT | — |                                                           |
| 2003 | C’era un ragazzo RCA / BMG Ricordi       | IT16 (13 Wo.)IT | — | Erstveröffentlichung: 15. Juli 2002                       |
| 2007 | Grazie a tutti Epic / Sony Music         | IT3 Gold · (35 Wo.)IT | — | Erstveröffentlichung: 19. Oktober 2007 Verkäufe: + 30.000 |
| 2008 | Ancora… grazie a tutti Epic / Sony Music | IT17 (18 Wo.)IT | — | Erstveröffentlichung: 10. Oktober 2008                    |
| 2011 | Rinascimento. La collezione Sony Music   | IT8 (8 Wo.)IT | — | Erstveröffentlichung: 19. April 2011                      |
| 2014 | Autoscatto 7.0 Columbia / Sony Music     | IT17 (8 Wo.)IT | — | Erstveröffentlichung: 25. November 2014                   |

### Singles (Auswahl)
| Jahr                  | Titel Album                                                              | Höchstplatzierung, Gesamtwochen, AuszeichnungChartplatzierungen (Jahr, Titel, Album, Platzierungen, Wochen, Auszeichnungen, Anmerkungen) | Höchstplatzierung, Gesamtwochen, AuszeichnungChartplatzierungen (Jahr, Titel, Album, Platzierungen, Wochen, Auszeichnungen, Anmerkungen) | Anmerkungen                                                       |
| Jahr                  | Titel Album                                                              | IT | CH | Anmerkungen                                                       |
| --------------------- | ------------------------------------------------------------------------ | --- | --- | ----------------------------------------------------------------- |
| 1963                  | Go-Kart Twist Gianni Morandi                                             | IT15 (1 Wo.)IT | — |                                                                   |
| 1963                  | Fatti mandare dalla mamma a prendere il latte Gianni Morandi             | IT3 (7 Wo.)IT | — |                                                                   |
| 1963                  | Che me ne faccio del latino Gianni Morandi                               | IT11 (2 Wo.)IT | — |                                                                   |
| 1964                  | In ginocchio da te Ritratto di Gianni                                    | IT1 (29 Wo.)IT | — | Titelsong des gleichnamigen Films                                 |
| 1964                  | Non son degno di te Gianni 3                                             | IT1 (19 Wo.)IT | — | Titelsong des gleichnamigen Films                                 |
| 1965                  | Se non avessi più te Gianni 3                                            | IT1 (14 Wo.)IT | — | Titelsong des gleichnamigen Films                                 |
| 1965                  | Si fa sera Gianni 3                                                      | IT1 (18 Wo.)IT | — |                                                                   |
| 1966                  | Mi vedrai tornare Gianni 3                                               | IT2 (9 Wo.)IT | — | Titelsong des gleichnamigen Films                                 |
| 1966                  | La fisarmonica Gianni 3                                                  | IT1 (17 Wo.)IT | — | B-Seite von Mi vedrai tornare                                     |
| 1966                  | Notte di Ferragosto                                                      | IT1 (16 Wo.)IT | — |                                                                   |
| 1966                  | C’era un ragazzo che come me amava i Beatles e i Rolling Stones Gianni 4 | IT3 (9 Wo.)IT | — |                                                                   |
| 1967                  | Se perdo anche te Gianni 4                                               | IT1 (10 Wo.)IT | — | B-Seite von C’era un ragazzo…                                     |
| 1967                  | Un mondo d’amore Gianni 4                                                | IT1 (21 Wo.)IT | — |                                                                   |
| 1967                  | Israel Gianni 4                                                          | IT9 (4 Wo.)IT | — | B-Seite von Tenerezza                                             |
| 1967                  | Tenerezza Gianni 4                                                       | IT5 (14 Wo.)IT | — |                                                                   |
| 1967                  | Mezzanotte fra poco Gianni 4                                             | IT9 (11 Wo.)IT | — |                                                                   |
| 1968                  | Chimera Gianni 5                                                         | IT3 (23 Wo.)IT | — | Titelsong des gleichnamigen Films                                 |
| 1968                  | Il giocattolo Gianni 5                                                   | IT1 (20 Wo.)IT | — |                                                                   |
| 1968                  | Tu che m’hai preso il cuor Gianni 3                                      | IT1 (11 Wo.)IT | — | B-Seite Prendi prendi stammt aus Gianni 5                         |
| 1968                  | Scende la pioggia Gianni 6                                               | IT1 (16 Wo.)IT | — |                                                                   |
| 1969                  | Parlami d’amore Gianni 6                                                 | IT5 (19 Wo.)IT | — |                                                                   |
| 1969                  | Belinda Gianni 6                                                         | IT1 (18 Wo.)IT | — |                                                                   |
| 1969                  | Ma chi se ne importa Gianni 6                                            | IT1 (12 Wo.)IT | — |                                                                   |
| 1970                  | Occhi di ragazza Gianni 7                                                | IT5 (17 Wo.)IT | — |                                                                   |
| 1970                  | Al bar si muore Gianni 7                                                 | IT5 (16 Wo.)IT | — |                                                                   |
| 1971                  | Capriccio Gianni 7                                                       | IT2 (11 Wo.)IT | — |                                                                   |
| 1971                  | Ho visto un film Il mondo cambierà                                       | IT12 (9 Wo.)IT | — |                                                                   |
| 1971                  | Buonanotte Elisa Un mondo di donne                                       | IT20 (2 Wo.)IT | — | Coverversion; Original von Riccardo Cocciante                     |
| 1972                  | Vado a lavorare Il mondo cambierà                                        | IT8 (10 Wo.)IT | — |                                                                   |
| 1973                  | Il mondo cambierà                                                        | IT9 (10 Wo.)IT | — |                                                                   |
| 1976                  | Sei forte papà Per poter vivere                                          | IT1 (18 Wo.)IT | — |                                                                   |
| 1978                  | La befana trullallà Gianni Morandi                                       | IT21 (4 Wo.)IT | — |                                                                   |
| 1981                  | Canzoni stonate Morandi                                                  | IT24 (2 Wo.)IT | — |                                                                   |
| 1982                  | Marinaio Morandi                                                         | IT14 (11 Wo.)IT | — |                                                                   |
| 1983                  | La mia nemica amatissima                                                 | IT10 (10 Wo.)IT | — |                                                                   |
| 1984                  | Grazie perché I grandi successi – Grazie perché                          | IT3 (8 Wo.)IT | — | feat. Amii Stewart                                                |
| 1984                  | Nel silenzio splende Immagine italiana                                   | IT19 (3 Wo.)IT | — |                                                                   |
| 1987                  | Si può dare di più                                                       | IT1 (16 Wo.)IT | CH15 (4 Wo.)CH | als Morandi/Ruggeri/Tozzi; mit Enrico Ruggeri und Umberto Tozzi   |
| 1988                  | Dimmi dimmi Dalla/Morandi                                                | IT11 (8 Wo.)IT | — | mit Lucio Dalla                                                   |
| 1989                  | Varietà                                                                  | IT7 (15 Wo.)IT | — |                                                                   |
| 1990                  | Bella signora Varietà                                                    | IT7 (22 Wo.)IT | — |                                                                   |
| 2000                  | Non ti dimenticherò Come fa bene l’amore                                 | IT34 (4 Wo.)IT | — | feat. Alexia                                                      |
| 2002                  | L’amore ci cambia la vita                                                | IT7 (14 Wo.)IT | — |                                                                   |
| 2002                  | Uno di noi                                                               | IT44 (3 Wo.)IT | — | feat. Lorella Cuccarini                                           |
| 2004                  | Solo chi si ama veramente A chi si ama veramente                         | IT18 (13 Wo.)IT | — |                                                                   |
| 2005                  | Corre più di noi A chi si ama veramente                                  | IT50 (2 Wo.)IT | — |                                                                   |
| 2012                  | Vita Dalla/Morandi                                                       | IT50 (1 Wo.)IT | — | mit Lucio Dalla; anlässlich Dallas Tod in die Charts eingestiegen |
| 2013                  | Solo insieme saremo felici Bisogna vivere                                | IT12 (15 Wo.)IT | — |                                                                   |
| 2017                  | Volare –                                                                 | IT2 ×4Vierfachplatin · (17 Wo.)IT | — | Fabio Rovazzi feat. Gianni Morandi Verkäufe: + 200.000            |
| 2022                  | Apri tutte le porte –                                                    | IT8 Platin · (12 Wo.)IT | — | Beitrag zum Sanremo-Festival 2022 Verkäufe: + 100.000             |
|                       | Nummer-eins-Singles                                                      | IT15IT | CH—CH |                                                                   |
| Top-10-Singles        | IT34IT                                                                   | CH—CH | |                                                                   |
| Singles in den Charts | IT50IT                                                                   | CH1CH | |                                                                   |

grau schraffiert: keine Chartdaten aus diesem Jahr verfügbar

## Filmografie
In Klammern hinter dem Filmtitel ist der Regisseur angegeben.

### Kino
- 1963: Totò sexy (Mario Amendola)
- 1964: Questo pazzo, pazzo mondo della canzone (Bruno Corbucci, Giovanni Grimaldi)
- 1964: In ginocchio da te (Ettore Maria Fizzarotti)
- 1964: I ragazzi dell’Hully Gully (Marcello Giannini)
- 1965: James Tont operazione U.N.O. (Bruno Corbucci, Giovanni Grimaldi)
- 1965: Non son degno di te (Ettore Maria Fizzarotti)
- 1965: 008 operazione ritmo (Tullio Piacentini)
- 1965: Altissima pressione (Enzo Trapani)
- 1965: Se non avessi più te (Ettore Maria Fizzarotti)
- 1966: Mi vedrai tornare (Ettore Maria Fizzarotti)
- 1967: Per amore… per magia… (Duccio Tessari)
- 1968: Chimera (Ettore Maria Fizzarotti)
- 1969: Faccia da schiaffi (Armando Crispino)
- 1970: Le castagne sono buone (Pietro Germi)
- 1971: Il provinciale (Luciano Salce)
- 1972: La cosa buffa (Aldo Lado)
- 1973: Società a responsabilità molto limitata (Paolo Bianchini)
- 1975: Un sorriso, uno schiaffo, un bacio in bocca (Mario Morra)
- 1983: “FF.SS.” – Cioè: “…che mi hai portato a fare sopra a Posillipo se non mi vuoi più bene?” (Renzo Arbore)
- 1999: Panni sporchi (Mario Monicelli)
- 2012: Padroni di casa (Edoardo Gabbriellini)
- 2014: Il cielo capovolto (Paolo Muran)

### Fernsehen
- 1967: TuttoTotò: Totò Ciak (Daniele D’Anza)
- 1971: Scappo per cantare (Pompeo De Angelis)
- 1984: Wie im Flug (Voglia di volare) (Pier Giuseppe Murgia)
- 1985: Voglia di cantare (Vittorio Sindoni)
- 1987: La voglia di vincere (Vincenzo Sindoni)
- 1987: Diventerò padre (Gianfranco Albano)
- 1993: In fuga per la vita (Gianfranco Albano)
- 1995: La voce del cuore (Lodovico Gasparini)
- 1998: La forza dell’amore (Vincenzo Verdecchi)

## Bibliografie
- Gianni Morandi, Michele Ferrari: Diario di un ragazzo italiano. Rizzoli, 2006, ISBN 978-88-17-01384-0.

## Belege
1. 1 2  Evan C. Gutierrez: Gianni Morandi: Artist Biography. In: Allmusic. Abgerufen am 17. November 2015 (englisch).
2. ↑  Dettaglio decorato: Morandi Sig. Gianni. In: Quirinale.it. Presidenza della Repubblica, abgerufen am 18. November 2015 (italienisch).
3. ↑  Giuseppe De Grassi: Occhi di ragazzo. Rai Eri, 2002, S. 38.
4. 1 2 3  Biografia: Gianni Morandi. In: Albo d’oro. Musica e dischi, archiviert vom Original (nicht mehr online verfügbar) am 19. November 2015; abgerufen am 17. November 2015 (italienisch, kostenpflichtiger Abonnement-Zugang).  Info: Der Archivlink wurde automatisch eingesetzt und noch nicht geprüft. Bitte prüfe Original- und Archivlink gemäß Anleitung und entferne dann diesen Hinweis.
5. ↑  Giorgio Dell’Arti: Antenna. In: La Stampa. 8. Juli 2009, S. 45.
6. 1 2 3 4  Gianni Morandi – biografia. In: Archivio Raiuno. RAI, 1. Februar 1999, archiviert vom Original (nicht mehr online verfügbar) am 22. Dezember 2014; abgerufen am 17. November 2015 (italienisch).
7. ↑  Biografia. In: Morandimania.it. S. 17–18, abgerufen am 17. November 2015 (italienisch).
8. ↑  23 anni e sette dischi d’oro. In: Giovani. Nr. 52, 28. Dezember 1967, S. 28–30.
9. ↑  Clara Grifoni: Gianni Morandi: in teatro lavoro gratis per ritrovare popolarità e ammiratori. In: La Stampa. 28. November 1973, S. 7 (Onlineartikel [abgerufen am 17. November 2015]).
10. ↑  Biografia. In: Morandimania.it. S. 26, abgerufen am 17. November 2015 (italienisch).
11. ↑  Vivere la crisi. Morandi racconta il suo momento nero nei Settanta. In: LaStampa.it. 6. Dezember 2008, abgerufen am 17. November 2015 (italienisch).
12. 1 2  La nostra storia. Nazionale cantanti, abgerufen am 17. November 2015 (italienisch).
13. ↑  Biografia. In: Morandimania.it. S. 37, abgerufen am 17. November 2015 (italienisch).
14. ↑  Biografia. In: Morandimania.it. S. 38, abgerufen am 17. November 2015 (italienisch).
15. ↑  Fiori d’arancio per Gianni Morandi. In: TGcom24. Mediaset, 12. November 2004, abgerufen am 17. November 2015 (italienisch).
16. 1 2  Gianni Morandi. In: Enciclopedia Treccani. Abgerufen am 17. November 2015 (italienisch).
17. ↑  Ve lo prometto vi farò Volare. In: LaStampa.it. 15. März 2008, abgerufen am 17. November 2015 (italienisch).
18. ↑  Festival di Sanremo, ok a Morandi. Ci saranno anche Belen e Elisabetta. In: Corriere.it. RCS Quotidiani, 5. Oktober 2010, abgerufen am 17. November 2015 (italienisch).
19. ↑  “Troppi capricci, Tamara”. La Ecclestone cacciata da Sanremo. In: Repubblica.it. GEDI Gruppo Editoriale, 20. Januar 2012, abgerufen am 17. November 2015 (italienisch).
20. ↑  Home Page – Baglioni Morandi Live. Abgerufen am 17. November 2015 (italienisch).
21. 1 2 3  Chartquellen (Alben):
  - Guido Racca: M&D Borsa Album 1964-2019. Selbstverlag, 2019, ISBN 978-1-09-470500-2, S. 230 f. (IT bis 1995).
  - Guido Racca & Chartitalia: Top 100 FIMI Album. Lulu, 2013, S. 141 (IT 1995–2012).
  - Alben von Gianni Morandi. In: Italiancharts.com. Hung Medien, abgerufen am 17. November 2015 (IT seit 2000).
  - Alben von Gianni Morandi. In: Hitparade.ch. Hung Medien, abgerufen am 17. November 2015 (CH).
22. ↑  Platin für Varietà in Italien
23. 1 2 3 4  Certificazioni. FIMI, abgerufen am 26. Mai 2022 (italienisch).
24. ↑  Chartquellen (Singles):
  - M&D-Chartarchiv. Musica e dischi, archiviert vom Original (nicht mehr online verfügbar) am 18. Mai 2015; abgerufen am 17. November 2015 (italienisch, kostenpflichtiger Abonnement-Zugang; IT bis 1997).  Info: Der Archivlink wurde automatisch eingesetzt und noch nicht geprüft. Bitte prüfe Original- und Archivlink gemäß Anleitung und entferne dann diesen Hinweis.
  - Guido Racca & Chartitalia: Top 100 FIMI Singoli. Lulu, 2013, S. 123 (IT 1997–2012).
  - Singles von Gianni Morandi. In: Italiancharts.com. Hung Medien, abgerufen am 17. November 2015 (IT seit 2000).
  - Singles von Gianni Morandi. In: Hitparade.ch. Hung Medien, abgerufen am 17. November 2015 (CH).
  - Archivio classifiche Top Digital. FIMI, abgerufen am 26. Mai 2022 (italienisch).
25. ↑  In ginocchio da te bei IMDb
26. ↑  Non son degno di te bei IMDb
27. ↑  Se non avessi più te bei IMDb
28. ↑  Mi vedrai tornare bei IMDb
29. ↑  Chimera bei IMDb

| Personendaten    | Personendaten                            |
| ---------------- | ---------------------------------------- |
| NAME             | Morandi, Gianni                          |
| ALTERNATIVNAMEN  | Morandi, Gian Luigi (vollständiger Name) |
| KURZBESCHREIBUNG | italienischer Sänger und Schauspieler    |
| GEBURTSDATUM     | 11. Dezember 1944                        |
| GEBURTSORT       | Monghidoro                               |